# Miłość w Las Vegas
Viva las Vegas – amerykański musical romantyczny wyprodukowany w roku 1964, gdzie w roli głównej wystąpili piosenkarze Elvis Presley i Ann-Margret.
Reżyserem filmu jest George Sidney. Scenariusz napisała Sally Benson.

## Obsada
- Elvis Presley – Lucky Jackson
- Ann-Margret – Rusty Martin
- Cesare Danova – Hrabia Elmo Mancini
- William Demarest – Pan Martin
- Nicky Blair – Shorty Fansworth
- Jack Carter – jako on sam
- Teri Garr – statystka

## Opis fabuły
Do Las Vegas przybywa ubogi kierowca rajdowy Lucky Jackson. Chce on wziąć udział w wyścigach samochodowych. Niestety jego silnik ma poważną awarię, a jego naprawa znacznie przekracza finansowe możliwości chłopaka. By zarobić na naprawę Lucky zatrudnia się w restauracji jako kelner.